# دیانا لورن
دیانا لورن (انگلیسی: Dyanna Lauren؛ زاده ۱۸ مارس ۱۹۶۵) بازیگر پورنوگرافی اهل ایالات متحده آمریکا است.

## شغل
لورن بین سالهای 1989 تا 2000 بیش از 200 فیلم ظاهر شد. در سالهای پس از آن، او از بازیگری دور شد و به سمت کارگردانی رفت، حتی تا دهه 2010 به عنوان یکی مجری فعال روی پرده باقی مانده است.

## زندگی شخصی
لورن به عنوان دوجنسه است
او اصالتاً انگلیسی، آلمانی، ایرلندی، استرالیایی و بومی آمریکایی دارد
او با بنیانگذار وایلد بویز، کرت لی هرلی و جان گری، بنیانگذار وایلد بویز ازدواج کرد.

## جوایز
- ۱۹۹۷ میلادی جایزه XRCO – بهترین بازیگر زن، تک اجرا (همسران بد)
- ۱۹۹۸ میلادی جایزه AVN – بهترین بازیگر زن، فیلم (همسران بد)
- ١٩٩٨ جایزه AVN – بهترین صحنه جنسی مقعد، فیلم (همسران بد) با استیون سنت کروکس
- ۲۰۰۸ میلادی تالار مشاهیر AVN پذیرفته شده
- ۲۰۱۰ میلادی جایزه XBIZ – بازگشت مجری سال